# Haplostomella sycozoae
Haplostomella sycozoae – gatunek widłonoga z rodziny Botryllophilidae. Nazwa naukowa tego gatunku skorupiaków została opublikowana w 1926 roku przez włoskiego zoologa Mario Salfiego.